# Jean-Adolphe de Nassau-Usingen
Jean-Adolphe de Nassau-Usingen (17 juillet 1740 à Biebrich – 10 décembre 1793 à Wiesbaden) est comte de Sarrebruck et de Saarwerden et Seigneur de Lahr, Wiesbaden et Idstein. Il sert comme colonel dans l'armée française et, plus tard, dans l'armée de Prusse, comme Major-général et chef du régiment de fusiliers no 47.
Il est le fils de Charles de Nassau-Usingen et sa femme, Christiane-Wilhelmine de Saxe-Eisenach.

## Biographie
En 1749, il est allé aux Pays-Bas avec ses frères et étudie à l'Université d'Utrecht pendant trois ans.
En 1752, il rejoint l'armée française. Il atteint le grade de colonel et dirige le régiment d'infanterie von Fersen. En 1758, il l'échange pour le régiment de cavalerie de Nassau-Sarrebruck. Au cours de la Guerre de Sept Ans, il passe les années 1757 à 1761 en Allemagne. Il combat lors de la bataille de Hastenbeck, Sonderhausen, Lutternberg, Bergen et de Minden. Il participe également aux sièges de Cassel et à Wolfenbüttel et il combat à Grüneberg et Armöneburg. Au cours de la bataille de Sonderhausen, il est blessé à l'épaule gauche.
En 1760, il reçoit l'Ordre militaire de Mérite. En 1761, il est promu Général de brigade et en 1762 de Maréchal de camp (major-général). En 1763, il reçoit du Palatinat l'Ordre de Saint-Hubert.
En 1764, il rejoint l'armée de la Prusse, sous le roi Frédéric II. Il occupe le rang de Major-général et conduit le régiment de fusiliers no 47. à Grabow. Lors de la Guerre de Succession de Bavière, son régiment fait partie de l'armée d'Henri de Prusse (1726-1802). Cependant, Jean-Adolphe est accusé de détournement d'argent et il quitte l'armée dans l'indignation. Il est retourné dans l'armée française. Néanmoins, il reçoit l'ordre pour le Mérite de la Prusse en 1793.
Il est mort en 1793, à Wiesbaden, célibataire et sans enfants.